# Tlatoani
Tlatoani (nahuatl tlahtoāni = "govornik", "zapovjednik"), vladarski naslov predkolumbovskih mezoameričkih vladara. Poglavica, koji je doživotno vladao gradom-državom i birao se unutar jedne dinastije. Izraz se može prevesti kao "kralj". Koristili su ga brojni vladari meksičke visoravni, uključujući i vladare Tenochtitlána, koji su u literaturi poznati i kao astečki carevi.
Vrhovni vladar Asteka nosio je naslov koji je glasio Cem-Anáhuac tlatoani ili 'Gospodar svijeta' (el señor del mundo), a taj svijet kojim je on vladao zvao se Cem-Anáhuac Tenochca tlalpan ili mundo tierra de los tenochca, Zemlja Tenočka.
Itzcoatl, nezakoniti sin Acamapichtlija i jedne žene iz Azcapotzalca 1428. godine nakon što su potukli Tepaneke, udružuje se s vladarima gradova Tacuba i Texcoca, bili su to Nezahualcoyotl (Gladni Kojot) iz Texcoca i Totoquilhuaztli, vladar Tlakopanaca iz Tacube, te osnivaju tzv. astečko carstvo, te on time postaje prvi Cem-Anáhuac tlatoani ili 'Gospodar svijeta'.